# ハヤミ工産
ハヤミ工産株式会社（はやみこうさん、HAYAMI INDUSTRY CO.,LTD. ）は日本・滋賀県長浜市に本社を置く、AVファニチャーの開発販売などをおこなっている企業である。
HAMILeX（ハミレックス）、TIMEZ（タイメッツ）など複数のブランドを有する。アイシン高丘株式会社のTAOC（タオック）ブランドの国内代理店でもある。

## 概要
1927年に創業したラジオ店から事業に転じ、1948年に楽器糸を専門に扱う「速水楽器糸株式会社」を立ち上げたことが成り立ち。
当時は楽器の専門糸を扱うメーカーが少なく、楽器店のニーズにこたえて事業化。
それ以来ダイヤルコードやステレオ用のスピーカーネットの製造を開始し糸を専門に扱うハミロン事業のノウハウを蓄積。
またスピーカーネットの取り扱いにより、納品先である木工工場とのつながりが生まれ、
オーディオラックやスピーカースタンドなど木工製品の企画・販売がスタート。これがテレビスタンドなどを生産する現在のハミレックス事業へと発展する。
国内大手電機メーカーが2021年までに純正テレビ台生産より完全撤退したため、国内にある量販店・系列電器店の大半は当社製テレビ台（「TIMEZ」ブランド）を販売している。

## 主な業務内容

### ハミレックス事業部
HAMILeX、TIMEZブランドのＡＶファニチャーの開発・販売
- 家庭用テレビ台、オーディオラック、スピーカースタンド、オフィス用テレビスタンド、テレビ用壁掛金具など

### ハミロン事業部
産業用ロープの製造・販売
- 各種組紐、釣糸、ストラップなど

## 沿革
- 1927年（昭和2年）- 初代速水千代次が滋賀県にてラジオ店を創業。
- 1950年（昭和25年）- 和楽器糸（三味線、琴糸）の製造開始。
- 1952年（昭和27年）- ダイヤルコードの製造開始。
- 1954年（昭和29年）- 速水楽器糸株式会社を設立。
- 1966年（昭和41年）- ステレオ用スピーカーネットの製造開始。
- 1972年（昭和47年）- 東京営業所を開設（のちに支店に昇格）。
- 1975年（昭和50年）- ハミレックス・オーディオラック等木工製品の企画・販売開始。
- 1977年（昭和52年）- ハヤミ工産株式会社に社名変更。
- 1984年（昭和59年）- 大阪営業所を開設（のちに支店に昇格）。
- 1986年（昭和61年）- 福岡営業所を開設。
- 1988年（昭和63年）- 仙台営業所を開設。
- 1990年（平成2年）- 海外輸入ブランドを取り扱う株式会社タイメッツ・コーポレーションを設立。
- 1999年（平成11年）- タイメッツ・コーポレーションをハヤミ通商株式会社に社名変更。
- 2003年（平成15年）- ISO 9001認証取得。
- 2005年（平成17年）- 名古屋営業所開設。
- 2007年（平成19年）- プライバシーマークの認定。
- 2011年（平成23年）- 代表取締役に速水一生が就任。

## 主要商品

### HAMILeX
- オーディオラック
- スピーカースタンド
- テレビ用壁掛金具/天吊金具
- オフィス用テレビスタンド

### TIMEZ
- テレビ台
- 壁寄スタンド
- 壁面スタンド
- 回転台

### HAMILON
- 産業用ロープ
- 釣糸
- ストラップ